# Nelson Cruz (baseball, 1980)
Pour les articles homonymes, voir Cruz.
Nelson Ramón Cruz Martínez (né le 1er juillet 1980 à Las Matas de Santa Cruz, Monte Cristi, République dominicaine) est un joueur de champ extérieur des Nationals de Washington de la Ligue majeure de baseball.
Joueur des Rangers du Texas de 2006 à 2013, Nelson Cruz est le détenteur du record pour le plus grand nombre de circuits (6) et de points produits (13) dans une seule série éliminatoire. Il établit ces records dans les six matchs opposant les Rangers aux Tigers de Détroit en Série de championnat 2011 de la Ligue américaine. Sans surprise, il est nommé meilleur joueur de cette série. Invité au match des étoiles en 2009, 2013, 2014 et 2015, Cruz participe, dans une cause perdante, aux Séries mondiales de 2010 et 2011 avec Texas. Impliqué dans l'affaire Biogenesis, il est le 5 août 2013 suspendu 50 matchs pour dopage. Avec les Orioles de Baltimore en 2014, il mène le baseball majeur avec 40 circuits.
Il fait partie de l'équipe dominicaine championne de la Classique mondiale de baseball 2013.

## Carrière

### Ligue majeure

#### Brewers de Milwaukee
Nelson Cruz est récruté le 17 février 1998 par les Mets de New York comme agent libre amateur. Il évolue encore en ligues mineures lorsqu'il est échangé contre Jorge Velandia aux Athletics d'Oakland le 30 août 2000. Transféré ensuite avec Justin Lehr chez les Brewers de Milwaukee contre Keith Ginter (16 décembre 2004), il fait ses débuts en Ligue majeure le 17 septembre 2005 sous les couleurs des Brewers.

#### Rangers du Texas
Neson Cruz rejoint les Rangers du Texas le 28 juillet 2006 à l'occasion d'un échange impliquant plusieurs joueurs. Les Brewers cèdent Cruz et le voltigeur Carlos Lee aux Rangers en retour 
du lanceur Francisco Cordero, des voltigeurs Laynce Nix et Kevin Mench et du lanceur des ligues mineures Julian Cordero. Cruz joue encore principalement en Triple-A en 2008 (103 matches) et y signe de belles performances : 0,342 de moyenne au bâton, 37 coups de circuit et 99 points produits ; il est désigné MVP de la Ligue de la côte du Pacifique.

##### Saison 2009

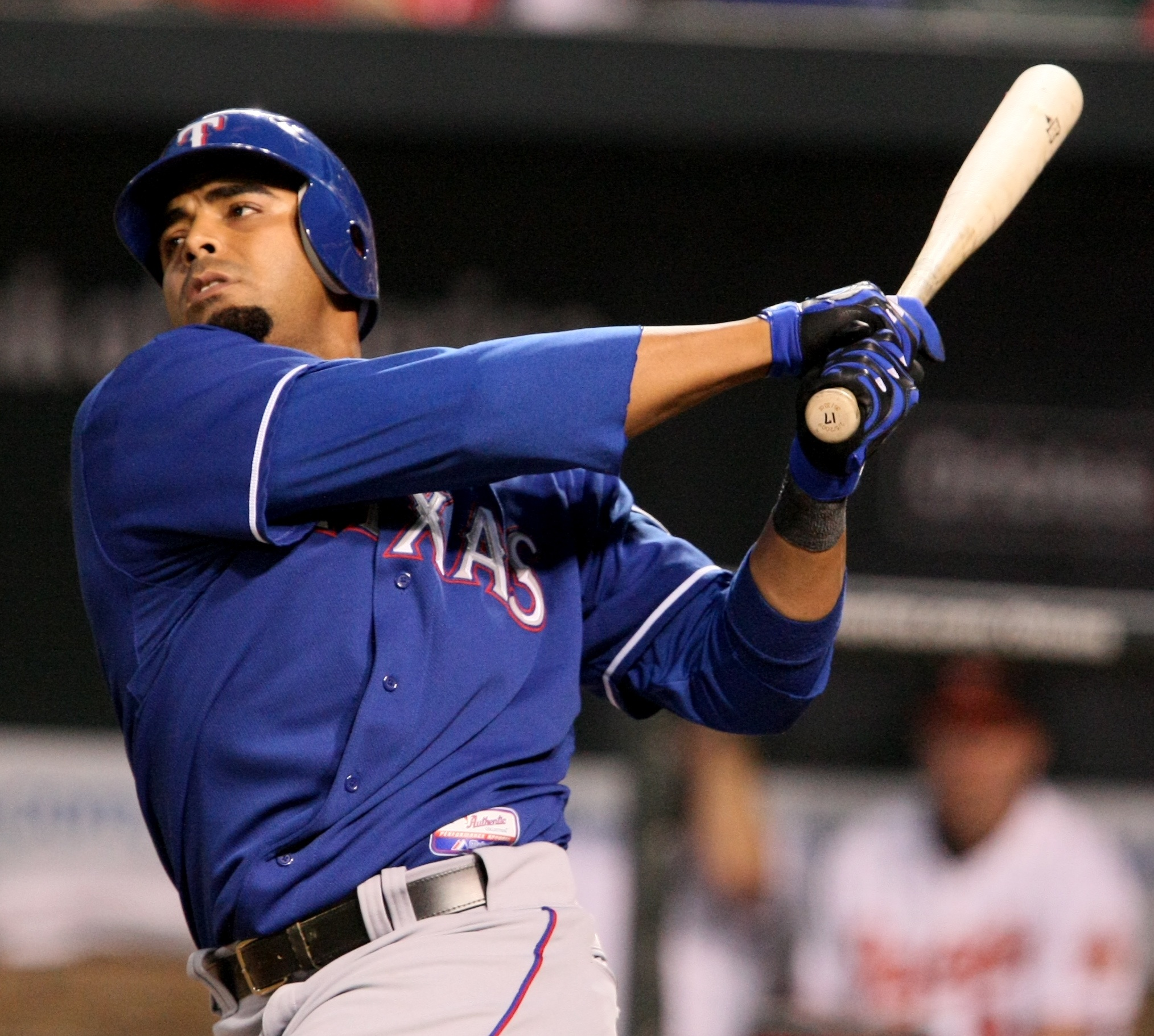
Nelson Cruz en 2009 avec les Rangers du Texas.

Rappelé en Ligue majeure à la fin du mois d'août 2008, il commence la saison 2009 en tant que titulaire au champ droit. Il frappe un sommet personnel de 33 coups de circuit cette saison-là et totalise 76 points produits. Il établit également des records personnels de points marqués (75) et de buts volés (20). À la mi-saison, il est invité au match des étoiles à Saint-Louis.

##### Saison 2010
Cruz maintient une moyenne au bâton de ,318 en 108 parties durant la saison 2010. Il cogne 22 circuits et produit 78 points, en plus de voler 17 buts. De ses 127 coups sûrs, 31 sont des doubles. Il aide les Rangers à remporter le championnat de la Ligue américaine et à atteindre la Série mondiale pour la première fois. Il frappe en lieu sûr dans 12 parties consécutives en séries éliminatoires. Son coéquipier Elvis Andrus et lui partagent ainsi la troisième plus longue séquence de matchs avec au moins un coup sûr pour commencer une carrière en éliminatoires. Avec 12 chacun, il leur manquait trois matchs pour rejoindre Marquis Grissom, le recordman.
Dans la Série de divisions de cinq parties où Texas élimine Tampa Bay, Cruz affiche une impressionnante moyenne de puissance de ,950 avec deux doubles et trois circuits. Cinq de ses huit coups sûrs sont pour plus d'un but et il produit trois points et en marque cinq. En Série de championnat de la Ligue américaine où les Rangers renversent les Yankees de New York, Cruz frappe pour ,350 de moyenne au bâton et ,800 de moyenne de puissance avec deux simples, trois doubles et deux circuits. Il produit cinq points et en marque six en six parties. L'offensive des Rangers éprouve des ennuis en Série mondiale, où Texas est battu par Giants de San Francisco, mais Cruz réussit néanmoins une longue balle et produit trois points.

##### Saison 2011
En frappant quatre coups de circuit à l'occasion des quatre premiers matchs de la saison 2011, Cruz égale un record des Ligues majeures codétenu par Willie Mays (1971) et Mark McGwire (1998). Il frappe 29 circuits durant la saison, son second plus haut total en une année, et réussit un nouveau record personnel de 87 points produits en 124 parties jouées.
Le 8 octobre 2011 en Série de championnat de la Ligue américaine contre les Tigers de Détroit, Cruz établit un nouveau record de franchise des Rangers avec son septième coup de circuit en carrière en matchs éliminatoires, abattant l'ancienne marque de six réussis par Juan González. Dans le second match, Cruz claque deux circuits. Le premier crée l'égalité 3-3 dans un match qui va en manches supplémentaires. Le second est un grand chelem contre le lanceur Ryan Perry qui fait gagner les Rangers 7 à 3. Il s'agit de la première fois dans l'histoire des séries éliminatoires du baseball majeur qu'un joueur réussit un grand chelem pour mettre fin à une partie  (walk-off grand slam (en)). Dans les six matchs entre Texas et Détroit, Cruz établit les records pour le plus grand nombre de coups de circuit (6) et de points produits (13) dans une seule série éliminatoire. Avec son sixième circuit dans le dernier match qui propulse les Rangers en Série mondiale 2011, Cruz éclipse l'ancien record de cinq qui était partagé par Reggie Jackson (1977), Ken Griffey, Jr. (1995), Juan González (1996) et Chase Utley (2009). Sans surprise, il est nommé joueur par excellence de cette Série de championnat. Cruz frappe deux circuits et produit trois points en sept matchs de grande finale mais les Rangers perdent contre les Cardinals de Saint-Louis.

##### Saison 2012
Le 25 mai 2012, Cruz produit 8 points, dont 4 sur un grand chelem, dans une victoire de 14-3 des Rangers sur les Blue Jays de Toronto.
Il frappe pour ,260 en 159 matchs pour Texas avec 24 circuits. Il établit de nouveaux records personnels de coups sûrs (152), de doubles (45), de points marqués (86) et de points produits (90). Il est 4e pour les doubles dans la Ligue américaine. Il frappe deux coups sûrs en quatre présences au bâton dans le match de meilleur deuxième perdu par Texas face aux Orioles de Baltimore.

##### Saison 2013 et suspension
Cruz honore en 2013 sa deuxième invitation au match des étoiles. Il claque 27 circuits en 108 matchs des Rangers avec 76 points produits, 49 points marqués et 76 points produits. Sa moyenne au bâton s'élève à ,269 et sa moyenne de puissance de ,511 revient à son niveau de 2011 après avoir chutée à ,460 en 2012. Impliqué dans l'affaire Biogenesis, Cruz est suspendu 50 matchs pour dopage le 5 août 2013. Sa suspension sans salaire couvre les 50 derniers matchs programmés à la saison 2013 des Rangers. Cependant, le club termine à égalité avec Tampa Bay pour la dernière place de meilleur deuxième donnant accès aux séries éliminatoires. Par conséquent, un match-suicide entre les deux équipes doit être joué le 30 septembre 2013. Cruz, n'étant maintenant plus sous le coup d'une suspension, est pour ce 163e match de saison régulière des Rangers réintégré dans l'effectif texan.

### Orioles de Baltimore

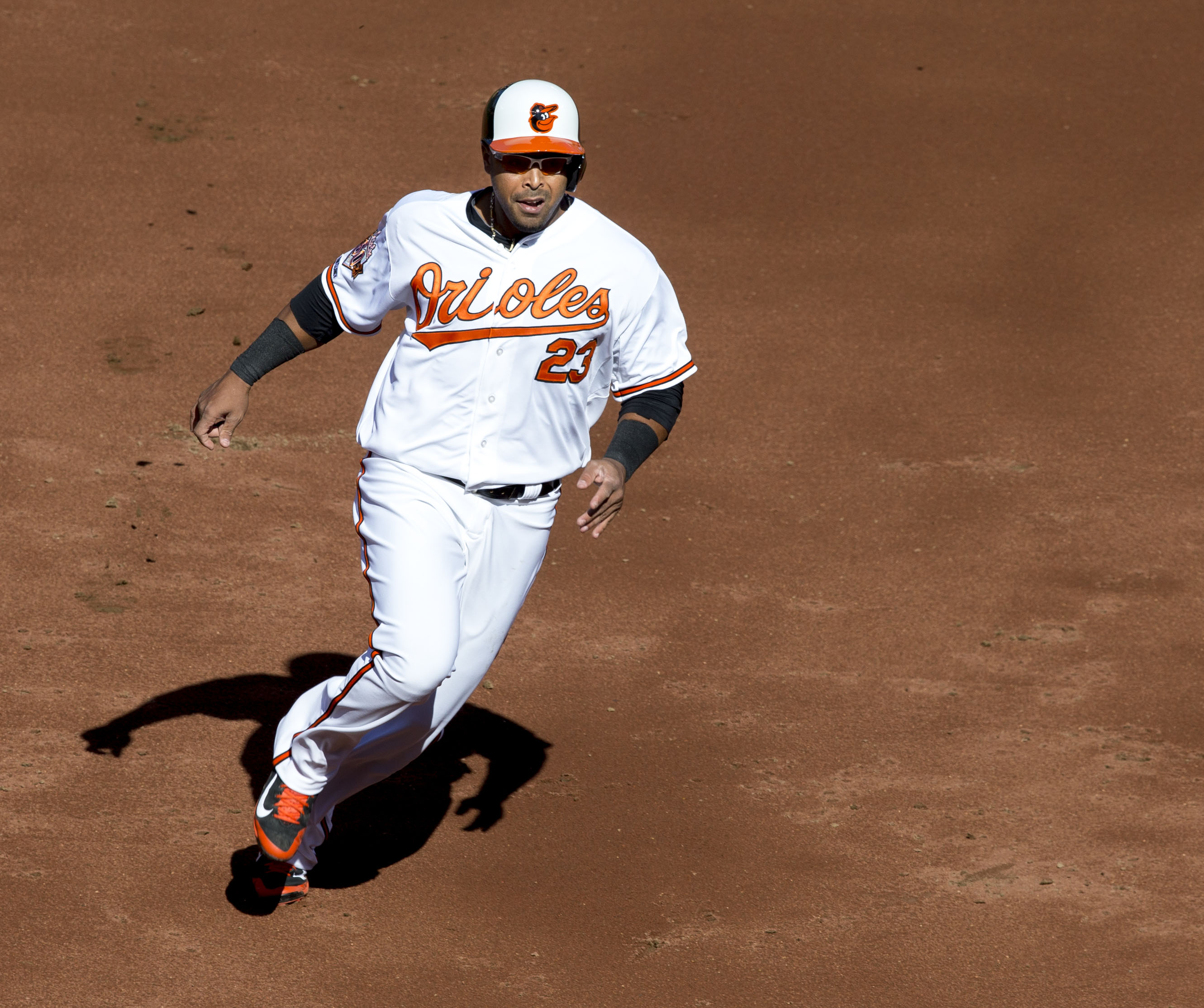
Nelson Cruz est l'un des 3 joueurs des Orioles de Baltimore votés sur l'équipe partante de la Ligue américaine au match des étoiles 2014.

Le 24 février 2014, Cruz signe un contrat d'une saison avec les Orioles de Baltimore. Malgré sa suspension pour dopage l'année précédente, Cruz est en 2014 le frappeur désigné du baseball qui reçoit le plus de votes en prévision du match des étoiles, où il est aux côtés d'Adam Jones et Matt Wieters (finalement remplacé pour cause de blessure) l'un des 3 joueurs élus sur l'alignement de départ de l'équipe de la Ligue américaine.
Avec les Orioles  en 2014, il mène le baseball majeur avec 40 circuits. Il connaît une fois de plus d'excellentes séries éliminatoires avec 10 coups sûrs, deux circuits, 5 points comptés, 7 points produits et une moyenne au bâton de ,357 en 7 matchs joués. Il se distingue particulièrement lors de la ronde éliminatoire initiale : la Série de division entre les Orioles et les Tigers de Détroit, un rival que Cruz connaît bien. Après avoir malmené cette équipe 4 ans plus tôt, Cruz frappe ses deux circuits, produit 5 points et frappe 6 coups sûrs en 12 pour une moyenne de ,500 dans les 3 matchs dont les Orioles ont besoin pour éliminer Détroit.

### Mariners de Seattle
Le 4 décembre 2014, Cruz signe un contrat de 58 millions de dollars pour 4 saisons chez les Mariners de Seattle.
Le champion en titre des coups de circuit dans le baseball majeur amorce 2015 là où il l'avait laissé en 2014 avec les Orioles : il mène les majeures avec 10 circuits en avril. Cette production, bonifiée par 22 points produits, une moyenne au bâton de ,322 et une moyenne de puissance de ,724 lui vaut d'être nommé joueur du mois d'avril 2015 dans la Ligue américaine.
Il est élu frappeur désigné de l'alignement de départ de l'équipe de la Ligue américaine pour le match des étoiles 2015 : c'est sa 4e sélection en carrière et sa 3e en autant d'années. Cruz est l'un des rares joueurs qui répond aux attentes placées en lui lors de la décevante saison 2015 des Mariners : il frappe 44 circuits, second plus haut total de l'année dans les majeures. Il maintient aussi une moyenne de ,302 en 152 matchs, avec 93 points produits. Il remporte pour la première fois un Bâton d'argent et termine 6e - son meilleur résultat - au vote de fin d'année désignant le joueur par excellence de la Ligue américaine.

### Équipe de République dominicaine
Sélectionné en équipe de République dominicaine de baseball, Neson Cruz participe à la Classique mondiale de baseball 2009. Il joue trois matches, pour 11 passages au bâton, 3 coups sûrs, 1 coup de circuit et 1 point produit.
Il remporte avec l'équipe dominicaine la Classique mondiale de baseball 2013 et est choisi au sein de l'équipe d'étoiles du tournoi après avoir frappé pour ,303 avec 6 points produits.